# Marie de Sainte-Nathalie Guerguin
Jeanne-Marie Guerguin (orthographié parfois Kerguin), en religion sœur Marie de Sainte-Nathalie, née le 5 mai 1864 à Belle-Isle-en-Terre (Côtes-du-Nord), morte le 9 juillet 1900 à Taiyuan, dans la province du Shanxi, en Chine, est une religieuse de la congrégation des Franciscaines missionnaires de Marie.
Elle a été décapitée au cours de la révolte des Boxers. Martyre, elle a été canonisée le 1er octobre 2000 par le pape Jean-Paul II,.

## Biographie

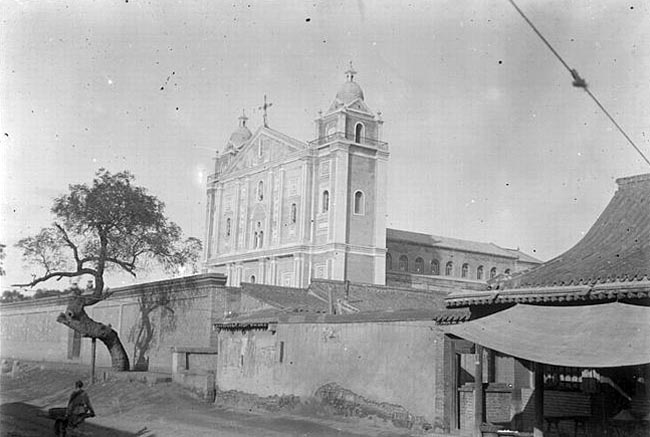
vue de l'église de la mission de Taï-Yuan-Fou (aujourd'hui Taiyuan) au début du XXe siècle.

Situation sur la carte de Chine.

Elle naît dans une famille de fermiers bretons et perd sa mère à la pré-adolescence, ce qui lui fait prendre la responsabilité de la tenue du ménage familial. 
Elle entre en 1887 au noviciat de Saint-Brieuc de la congrégation des Franciscaines missionnaires de Marie. Elle est d'abord nommée à Paris pour s'occuper de la lingerie et des tâches ménagères, puis à Carthage en Afrique du Nord, mais doit partir en Italie pour s'y faire soigner. En 1898, Mgr François Fogolla (1839-1900), vicaire apostolique coadjuteur du Shanxi, voyage en Europe pour collecter des fonds et recruter pour sa mission. Il rencontre la bienheureuse Marie de la Passion de Chappotin, à la tête des Franciscaines missionnaires de Marie, et lui demande de l'aider à lui trouver des religieuses pour ses écoles et orphelinats en Chine. 
Un petit groupe de prêtres et de religieuses, dont Marie de Sainte-Nathalie, sont convaincus et s'embarquent pour ce lointain voyage. Arrivée à Taiyuan, elle tombe malade du typhus - ce qui inquiète beaucoup la petite communauté - et apprend le chemin de la croix. Guérie, elle s'occupe du catéchisme, aide à l'orphelinat et soigne les pauvres sous la responsabilité de Mère Marie-Hermine de Jésus.
Pendant la révolte des Boxers (1899-1900), elle est arrêtée avec ses consœurs sur ordre de Yuxian (en), gouverneur de la province de Shanxi, et condamnée à mort.
Elle est exécutée avec :
- Marie-Amandine (Pauline Jeuris)
- Marie-Hermine de Jésus (Irma Grivot),
- Marie de la Paix (Marie-Anne Giuliani),
- Marie-Claire (Clelia Nanetti),
- Marie de Saint-Just (Anne-Françoise Moreau),
- Marie-Adolphine (Kaatje Dierkx).

Elles ont été canonisées ensemble en 2000, et elles sont fêtées le 9 juillet, avec le groupe des 120 martyrs de Chine.